# Собо
Собо — общее название двух близкородственных народов из группы эдо: урхобо и исоко. Проживают на Юге Нигерии в провинции Дельта (Исмагилова, 1963:118).

## История
Собо входили в состав Бининской империи (Субботин, 1968:99).

## Язык
Говорят на диалектах языка эдо: урхобо и исоко (Исмагилова, 1973:78).

## Религия
Христиане — католики и протестанты, часть придерживается традиционных культов: предков (главный), божеств (верховное — Огэнэ) и духов, сил природы (Olupona J., Nyang S., 1993:324).

## Население

### Занятия
Подсечно-огневое земледелие (в основном ямс, кассава, а также бобовые, перец и другие культуры), рыболовство. Собо разводят плантации масленичной пальмы, используя эти продукты в ходе активной торговли, и имеют плантации на территориях провинций Бенина (Исмагилова, 1963:125). Значительное место в их жизни занимает охота. Скотоводство развито слабо. Главные ремёсла — изготовление лодок, гончарство, плетение, резьба по дереву и лепка из глины (Исмагилова, 1963:102).

### Жилище
Поселения уличного (линейного или радиального) типа с численностью жителей от 100 до 5000 человек (чаще всего — не более 500). Усадьбы отдельных больших семей, имеющие прямоугольную форму, огорожены с трёх или четырёх сторон. Дома также преимущественно прямоугольные, многокамерные, столбовой конструкции, обмазанные глиной, с двух- или четырёхскатными крышами, покрытыми пальмовыми листьями. Работа при строительстве дома делится между мужчинами, женщинами и детьми (Muḥammad, 1999:377).

### Социальная организация
Патрилинейная община, состоящая из больших семей с чётким обозначением внутри них малых. Брак вирилокальный, полигинный. Брачные обычаи и обряды детально разработаны, сложны, а на их соблюдение требуется очень много времени. Существует система возрастных классов.

### Одежда
Мужчины носят шаровары и рубаху, женщины оборачиваются в длинный кусок тканы от пояса до лодыжек (Кирей, 1983:74).